# الانتخابات التشريعية الفلسطينية 1923
انتخابات المجلس التشريعي في فلسطين الانتدابية 1923 هي انتخابات برلمانية أُجريت في فبراير ومارس 1923. ولكن، بسبب المقاطعة العربية للانتخابات والتي دعا إليها المؤتمر العربي الفلسطيني الخامس، ألغيت نتائج الانتخابات، وتم تعيين مجلس استشاري بدلًا منها.

## خلفية
تأسس المجلس التشريعي في فلسطين الانتدابية بموجب الجزء الثالث من قانون فلسطين الانتدابية لعام 1922، الذي كان دستور الانتداب البريطاني على فلسطين. كان من المقرر أن يتألف المجلس من 23 عضوًا، ينتخب 12 عضوًا منهم ويُعين المندوب السامي 10 آخرين.
كان الأعضاء العشرة المعينون هم السكرتير الأول، والمدعي العام، وأمين الصندوق، والمفتش العام للشرطة، ومدير الصحة، ومدير الأشغال العامة، ومدير التعليم، ومدير الزراعة، ومدير الجمارك ومدير التجارة والصناعة.
ومن بين الأعضاء المنتخبين الإثني عشر، كان من المقرر أن يكون ثمانية من العرب المسلمين واثنين من العرب المسيحيين واثنين من اليهود. احتج العرب على توزيع المقاعد، بحجة أنهم يشكلون 88% من السكان، وأن 43% فقط من المقاعد يعتبر غير عادل. قاطع العرب المسلمون والمسيحيون الانتخابات.

## النظام الانتخابي
أجريت الانتخابات التمهيدية في فبراير لانتخاب ناخبين ثانويين تم تقسيمهم بدورهم إلى هيئات انتخابية لغرض انتخاب أعضاء المجلس. يحق لجميع المواطنين الذكور الذين تزيد أعمارهم عن 25 عامًا التصويت. كان من المقرر انتخاب ما مجموعه 823 ناخبًا ثانويًا ؛ 670 مسلم و 79 يهودي و 59 مسيحي و 15 درزي.

## النتائج
في حين أن الانتخابات التي أجريت بين 20 و 28 فبراير أعادت أعدادًا كافية من الناخبين الدروز واليهود، فقد تمت إعادة 82 ناخبًا فقط من قبل العرب المسيحيين والمسلمين. تم تمديد التصويت، ولكن حتى بعد الفترة الإضافية، تم اختيار 126 ناخباً عربياً فقط.

## ما بعد الانتخابات
بعد إلغاء نتائج الانتخابات، تم تشكيل مجلس استشاري من 12 عضوًا في مايو 1923. وكان أعضاؤها:
- البدو
  - فريح أبو مدين ( بئر السبع )
- المسيحيون
  - سليمان بك نصيف
  - أنطون جلاد ( يافا )
- اليهود
  - عضوان
- المسلمون
  - راغب النشاشيبي (رئيس بلدية القدس)
  - عارف الدجاني
  - إسماعيل بك الحسيني
  - عبد الفتاح السعدي ( رئيس بلدية عكا )
  - أمين عبد الهادي ( حيفا )
  - سليمان بك طوقان ( نابلس )
  - محمود أبو خضرة ( رئيس بلدية غزة )